# Mark Rober
Mark Rober (* 11. března 1980) je americký youtuber, inženýr, vynálezce a pedagog. Známý se stal svými videi o vědeckých a kutilských vychytávkách. Předtím, než se stal youtuberem, byl devět let inženýrem v NASA, kde sedm let pracoval na roveru Curiosity v laboratoři tryskového pohonu NASA. Později pracoval čtyři roky ve společnosti Apple, jako produktový designér.

## Mládí
Vyrůstal v kalifornském městě Brea jako nejmladší ze tří sourozenců. V roce 1998 absolvoval střední školu Brea Olinda High School. O techniku se začal zajímat už v dětství. Vyrobil si brýle, které mu pomáhaly zabránit podráždění očí při krájení cibule. V roce 2004 absolvoval Univerzitu Brighama Younga, kde získal bakalářský titul v oboru strojního inženýrství. Později v roce 2014 získal magisterský titul v oboru strojního inženýrství na Univerzitě Jižní Kalifornie.

## Kariéra

### Práce v NASA
V roce 2004 nastoupil do Laboratoře tryskového pohonu NASA. Pracoval zde devět let. Z toho sedm let na vozítku Curiosity, které je nyní na Marsu. Navrhl a dodal hardware pro několik misí JPL, včetně AMT, GRAIL, SMAP a Mars Science Laboratory. Během svého působení byl jedním z hlavních architektů projektu „JPL Wired“, což byla komplexní wiki pro zachycování znalostí.

### YouTube
V říjnu roku 2011 začal natáčet na YouTube. Věnoval se převážně informativnímu kontentu, výrobou vynálezů a kutilských vychytávek.
Během let získal uznání za své vynálezy a schopnost vysvětlovat lidem různá témata.

## Osobní život
V roce 2015 se přestěhoval do Sunnyvale v Kalifornii. Zasazuje se o osvětu v oblasti autismu, protože je jeho syn autista. V dubnu 2021 společně s Jimmy Kimmelem uspořádal živé vysílání, v němž vybrali 3 miliony dolarů na podporu organizace NEXT for AUTISM. V září 2024 napsal na X, že je tři a půl roku rozvedený.

## Ocenění a nominace
| Rok  | Ocenění        | Kategorie                             | Nominace                                                              | Výsledek |
| ---- | -------------- | ------------------------------------- | --------------------------------------------------------------------- | -------- |
| 2018 | Streamy Awards | Science or Education                  | Mark Rober                                                            | Nominace |
| 2019 | Streamy Awards | Science or Education                  | Mark Rober                                                            | Výhra    |
| 2020 | Streamy Awards | Learning and Education                | Mark Rober                                                            | Výhra    |
| 2020 | Streamy Awards | Nonprofit or NGO                      | Team Trees (Mark Rober a MrBeast)                                     | Výhra    |
| 2021 | Streamy Awards | Science and Engineering               | Mark Rober                                                            | Výhra    |
| 2021 | Streamy Awards | Nonprofit or NGO                      | NEXT for AUTISM's Color the Spectrum LIVE (Mark Rober a Jimmy Kimmel) | Výhra    |
| 2022 | Webby Awards   | Webby Film & Video Person of the Year | Mark Rober                                                            | Výhra    |
| 2022 | Streamy Awards | Creator of the Year                   | Mark Rober                                                            | Nominace |
| 2022 | Streamy Awards | Science and Engineering               | Mark Rober                                                            | Výhra    |
| 2022 | Streamy Awards | Collaboration                         | Mark Rober, Jim Browning, a Trilogy Media                             | Výhra    |
| 2022 | Streamy Awards | Social Good: Creator                  | Team Seas (Mark Rober a MrBeast)                                      | Výhra    |
| 2022 | Streamy Awards | Brand Engagement                      | Team Seas (Mark Rober a MrBeast)                                      | Výhra    |
| 2022 | Streamy Awards | Social Impact Campaign                | Team Seas (Mark Rober a MrBeast)                                      | Nominace |
| 2023 | Streamy Awards | Science and Engineering               | Mark Rober                                                            | Nominace |
| 2023 | Streamy Awards | Creator Product                       | CrunchLabs                                                            | Nominace |